# Juan-Francisco Spina
Juan-Francisco Spina (* 8. Mai 1985) ist ein ehemaliger argentinischer Tennisspieler.

## Karriere
Auf der Tour der Junioren spielte Spina nur wenige Matches und stand mit Platz 631 am höchsten in der Junior-Rangliste.
Spina spielte ab 2003 Profiturniere. Er konnte 2005 sein erstes Turnier der drittklassigen ITF Future Tour gewinnen. 2006 und 2008 gewann er zwei weitere Titel bei Futures, was seine einzigen Profi-Titel blieben. 2006 konnte er im Doppel auch erstmals in die Top 1000 der Tennisweltrangliste einziehen. Im Einzel gelang ihm das schon 2004. Bis auf zwei Teilnahmen beim Challenger von Reggio nell’Emilia schaffte er es in kein Einzel-Hauptfeld. 2003 konnte er mit Joseph Sirianni das einzige Mal auf diesem Niveau einen Gegner schlagen. Im Doppel kam er auf drei Challenger-Teilnahmen, wovon er 2009 in Vancouver an der Seite von Marcos Baghdatis einmal das Halbfinale erreichen konnte. Mit selbigem Partner spielte Spina einen Monat zuvor in Indianapolis dank einer  Wildcard auch sein einziges Match auf der ATP Tour. Sie verloren gegen Sam Querrey und Aisam-ul-Haq Qureshi in zwei Sätzen. Sein Karrierehoch erreichte er im Einzel im Juni 2007 mit Platz 738 und im Doppel im September 2009 mit Rang 653.
Nach seiner aktiven Karriere begann Spina als Tennistrainer zu arbeiten. So unter anderem an der Techset Acadamy in Rio de Janeiro. Außerdem trainierte er Steve Darcis.